# Raseiniai landskommun
Raseiniai är en kommun i Litauen.   Den ligger i länet Kaunas län, i den centrala delen av landet, 160 km nordväst om huvudstaden Vilnius. Antalet invånare är 35 496.
Följande samhällen finns i Raseiniai:
- Raseiniai
- Ariogala